# Sádok (kněz)
Sádok (hebrejsky צדוק‎, Cadok, „Spravedlivý“) byl židovský velekněz za vlády Davida a Šalomouna (10. stol. př. n. l.).

## Život
Podle bible to byl syn Achítúbův ze synů Eleazarových, potomek Árona. Pomohl králi Davidovi proti vzpouře, kterou vedl Davidův syn Absolon, a sehrál zásadní roli v dosazení Šalomouna na trůn. Poté, co král Šalomoun nechal vystavět Chrám, byl v něm Sádok prvním veleknězem. V následujících obdobích až do nástupu Hasmonejců zůstával velekněžský úřad v Sádokově rodě.